# 库德卢
库德卢（Kudlu），是印度喀拉拉邦Kasaragod县的一个城镇。总人口23328（2001年）。

## 人口
该地2001年总人口23328人，其中男性11534人，女性11794人；0—6岁人口2987人，其中男1336人，女1651人；识字率78.17%，其中男性为81.98%，女性为74.44%。